# Astragalus igoschinae
Astragalus igoschinae es una especie de planta del género Astragalus, de la familia de las leguminosas, orden Fabales.

## Distribución
Astragalus igoschinae se distribuye por Rusia europea.

## Taxonomía
Fue descrita científicamente por R. V. Kamelin & B. A. Yurtsev. Fue publicada en Bot. Zhurn. (Moscow & Leningrad) 67(9): 1285 (1982).